# Agrupación de Ingenieros 601
La Agrupación de Ingenieros 601 (Agr Ing 601) es un conjunto de unidades y subunidades independientes del Ejército Argentino con asiento de paz en la guarnición de ejército de Campo de Mayo y dependiente del Comando de Adiestramiento y Alistamiento del Ejército.

## Historia
El 19 de julio de 1968, fue creado el Batallón de Ingenieros de Construcciones 601 en Villa Martelli. Con esa unidad, la Compañía de Ingenieros 10, la Escuela de Ingenieros y el Batallón de Geógrafos 601 fue conformada la Agrupación de Ingenieros de Construcciones «Gran Buenos Aires». Esta agrupación fue disuelta en 1985 y el Batallón de Ingenieros de Construcciones 601 incorporó dos subunidades hasta entonces independientes: la Compañía de Ingenieros de Agua 601 y la Compañía de Ingenieros Depósito 601. En 1986 el batallón fue renombrado a Batallón de Ingenieros 601 y en 1992 fue trasladado al predio que antes ocupaba la Escuela de Ingenieros en Campo de Mayo. 
La Agrupación de Ingenieros 601 fue creada el 23 de diciembre de 2013 bajo dependencia orgánica de la Dirección de Ingenieros e Infraestructura. Se estableció su asiento de paz en Campo de Mayo y reunió a los siguientes elementos independientes: Batallón de Ingenieros 601 (Campo de Mayo), Compañía de Ingenieros de Agua 601 (Campo de Mayo), Compañía de Ingenieros QBN y de Apoyo a la Emergencia 601 (San Nicolás de los Arroyos), Compañía de Ingenieros de Mantenimiento de Instalaciones 601 (Villa Martelli) y el Centro de Entrenamiento de Desminado Humanitario (Campo de Mayo). La Compañía de Ingenieros de Agua 601 y la Compañía de Ingenieros QBN y de Apoyo a la Emergencia 601 (creada en 1988) fueron segregadas del Batallón de Ingenieros 601. El Centro de Entrenamiento de Desminado Humanitario fue creado el 12 de abril de 2000. En junio de 2014 la agrupación agregó como núcleo a la Compañía de Ingenieros de Buzos de Ejército 601, que pasó a ser operativa en 2015. El Centro de Entrenamiento de Desminado Humanitario pasó a depender de la Dirección General de Educación en 2019.
Desde abril de 2019 la Compañía de Ingenieros Buzos de Ejército 601 dejó de formar parte de la Agr Ing 601 y pasó a la Agrupación de Fuerzas de Operaciones Especiales.

## Apoyo a la comunidad
En el año 2019, el Ministerio de Defensa dotó a la Agrupación de Ingenieros 601 de máquinas viales, plantas potabilizadoras de agua, máquinas y herramientas neumáticas, topadoras New Holland D-180C, cargadoras frontales Komatsu WA-320, retropalas Case 580-W, perforadoras GEFCO y grúas Sany STC-800. Personal del Arma de Ingenieros del Ejército Argentino manufacturó una planta potabilizadora y ensachetadora de agua. Tiene una capacidad de 6000 l por micro filtrado o 3000 por ósmosis inversa, y puede envasar 1200 sachets de agua por hora.
En 2019, elementos de la Agrupación de Ingenieros 601 desplegaron en Santa Cruz de la Sierra y Concepción, Bolivia, con el fin de prestar apoyo logístico a la lucha contra los incendios de la selva amazónica. El movimiento se llevó a cabo en coordinación con unidades de la Armada de la República Argentina. Efectivos y equipamiento de la Agrupación con su Jefatura y Plana Mayor se unieron a la misión, además de la Compañía de Ingenieros de Agua 601. También operadores de maquinaria vial del Batallón de Ingenieros 601. Un número aproximado de 200 efectivos se totalizó.

## Organización
- Jefatura de la Agrupación de Ingenieros 601 (J Agr Ing 601). Guar Ej Campo de Mayo (BA).[13] Es la UMRE VII.
  - Batallón de Ingenieros 1 «Zapadores Coronel Czetz» (B Ing 1). Guar Ej Santo Tomé (SF).
  - Batallón de Ingenieros Anfibio 121 (B Ing Anf 121). Guar Ej Santo Tomé (SF). Es la UMRE II.
  - Batallón de Ingenieros 601 (B Ing 601). Guar Ej Campo de Mayo (BA).
  - Compañía de Ingenieros QBN y de Apoyo a la Emergencia 601 (Ca Ing QBN Apy Emer 601). Cu Ej San Nicolás de los Arroyos (BA).[nota 1]
  - Compañía de Ingenieros de Mantenimiento de Instalaciones 601 (Ca Ing Mant Inst 601). Cu Ej Villa Martelli (BA).
  - Compañía de Ingenieros de Agua 601 (Ca Ing Ag 601). Guar Ej Campo de Mayo (BA).